# Marsaxlokk Football Club
Maillots
Actualités
Le Marsaxlokk Football Club est un club maltais de football basé à Marsaxlokk, fondé en 1949.

## Historique
- 1949 : fondation du club sous le nom de Marsaxlokk White Stars FC
- 1954 : le club est renommé Marsaxlokk FC
- 2004 : 1re participation à une Coupe d'Europe (C3, saison 2004/05)

## Bilan sportif

### Palmarès
- Championnat de Malte
  - Champion : 2007
  - Vice-champion : 2008

- Coupe de Malte
  - Finaliste : 2004 et 2023

### Bilan européen
Note : dans les résultats ci-dessous, le score du club est toujours donné en premier.
| Saison    | Compétition         | Tour           | Club             | Domicile | Extérieur | Total |
| --------- | ------------------- | -------------- | ---------------- | -------- | --------- | ----- |
| 2004-2005 | Coupe UEFA          | Premier tour Q | NK Primorje      | 0 - 1    | 0 - 2     | 0 - 3 |
| 2006      | Coupe Intertoto     | Premier tour   | Zrinjski Mostar  | 1 - 1    | 0 - 3     | 1 - 4 |
| 2007-2008 | Ligue des champions | Premier tour Q | FK Sarajevo      | 0 - 6    | 1 - 3     | 1 - 9 |
| 2008-2009 | Coupe UEFA          | Premier tour Q | Slaven Belupo    | 0 - 4    | 0 - 4     | 0 - 8 |
| 2024-2025 | Ligue Conférence    | Premier tour Q | Partizani Tirana | 1 - 2    | 1 - 1     | 2 - 3 |

Légende
- Victoire ou qualification pour le tour suivant
- Match nul
- Défaite ou élimination de la compétition

## Anciens joueurs
- Chris Bart-Williams